# Possovět
Possovět či passavět (rusky поселковый совет, поссовет; bělorusky пасялковы савет, пассавет; zkráceně v cyrilici п/с) je orgán místní samosprávy nebo administrativně-územní celek v některých zemích bývalého Sovětského svazu.

## Rusko
V subjektech Ruské federace zpravidla possvěty mají pod svou správou jedno nebo více sídel městského typu, kterému je administrativně podřízeno jedno nebo více sídel. V některých subjektech Ruské federace (Chakasie, Brjanská oblast, Orenburská oblast) mají possověty stejné pravomoci jako selsověty.

## Bělorusko
Passavět se nacházely pod správou rajónů a administrativním centrem bylo městečko (sídlo městského typu). Správním orgánem byla Rada lidových představitelů (Савет народных дэпутатаў). V Bělorusku bylo 1. ledna 2003 celkem 71 passovětů, přičemž nejvyšší počet passovětů se nacházel v Dzjatlaŭském, Mjadzelském a Puchavickém rajónu. Dne 1. ledna 2011 bylo v Bělorusku 54 passovětů. 
Dne 7. ledna 2012 byly provedeny změny a dodatky v běloruském zákoně o administrativně-územním uspořádání, které termín „passavět“ zrušily. V souladu se změnami byly v průběhu roku 2013 všechny passavěty zrušeny a většina z nich byla přejmenována na selsověty. 